# Radioåret 1992

## Händelser

### Juni
- Mitten av året - Skärgårdsradion 90,2  sänder från Värmdö i Sverige. Det är föregångaren till Mix Megapol.

### December
- 30 december - I Villa Louvigny i staden Luxemburg genomför den engelskspråkiga reklamradiostationen "Radio Luxembourg" sina sista sändningar.

## Radioprogram

### Sveriges Radio
- 1 december - Årets julkalender är Joels jul.[1]

### Fotnoter
1. ↑  ”1992, Joels jul”. Sveriges Radio. http://sverigesradio.se/barn/julkalendrar/1992.stm. Läst 31 augusti 2015.